# Albes (przystanek kolejowy)
Albes (wł. Stazione di Albes, niem: Bahnhof Albeins) – przystanek kolejowy w Bressanone, w prowincji Bolzano, w regionie Trydent-Górna Adyga, we Włoszech. Znajduje się na linii Werona – Innsbruck.
Przystanek jest nieczynny od 1944.

## Linie kolejowe
- Werona – Innsbruck